# San Vito di Cadore
San Vito di Cadore (San Viđo in ladino) è un comune italiano di 1 930 abitanti della provincia di Belluno in Veneto. Situato in un'ampia conca nel cuore delle Dolomiti bellunesi, è circondato dalle cime dell'Antelao, del Pelmo, della Croda Marcora e delle Marmarole Occidentali. Il fondovalle è percorso dal torrente Boite, che dà il nome alla valle; tutt'attorno, fino ai piedi delle crode, si stendono prati e boschi misti di conifere e latifoglie.

## Storia

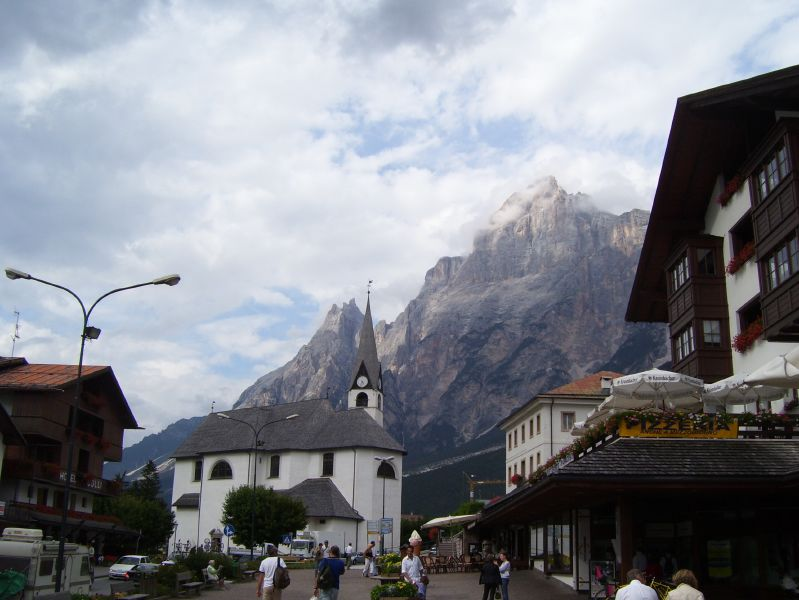
Panoramica dal centro del paese

L'importante ritrovamento archeologico della sepoltura dell'Uomo di Mondeval de Sora attesta come il territorio fosse frequentato da cacciatori-raccoglitori sin dal mesolitico.
Il primo documento che attesta l'esistenza di San Vito risale al 1203, tuttavia la presenza di un abitato stabile è da individuarsi attorno all'anno 1000. Precedentemente si ritiene che il territorio fosse interessato da insediamenti di carattere stagionale legati prevalentemente alle attività di pascolo e raccolta del legname. Nel 1200 è tuttavia già presente a San Vito un'antica pieve.
Nonostante forme di organizzazione simili alle Regole fossero probabilmente presenti già in precedenza, tali istituzioni vengono codificate solo nel basso medioevo: la Regola di Festornigo è menzionata per la prima volta nel Laudo del 1239, il più antico del Cadore. Vi sarà poi una seconda regola, quella di Mondeval: dall'unione delle due regole, nel 1949, nascerà l'attuale organizzazione. Per tutta la storia antica e medievale San Vito, come il resto del Cadore, restò saldamente collegato con il Friuli, da cui dipendeva sia politicamente che religiosamente. Solo durante il Basso Medioevo il Cadore si allontanò dal dominio diretto del patriarca di Aquileia, venendo affidato in feudo ai da Camino, pur rimanendo inserito all'interno della Patria del Friuli.
Ad inizio Quattrocento sembra che nella zona di Cimabanche, in Ampezzo, si sia svolto uno scontro tra le truppe patriarchine e quelle di Sigismondo di Lussemburgo, risoltosi a favore dei primi. Si narra che la vittoria fu ottenuta grazie ad un voto alla Madonna, che garantì anche che i paesi cadorini fossero risparmiati dalla guerra. Sorse così la chiesa della Difesa, in assolvimento di tale voto. Nel 1420, con la conquista del Patriarcato di Aquileia da parte di Venezia, tutti i territori ad esso soggetti passarono sotto la dominazione veneziana, compreso il Cadore con San Vito. Questo non sciolse però i secolari legami col Friuli, a cui i territori cadorini continuarono ad essere legati religiosamente ed amministrativamente fino all'Ottocento.
Nel 1752, per risolvere una diatriba relativa a dei confini in alta montagna tra Ampezzo (allora sotto gli Asburgo) e San Vito (parte della Repubblica di Venezia), le autorità deliberano che i sanvitesi costruissero, a loro spese e in soli novanta giorni, una muraglia di confine lunga quasi 2 chilometri e alta 1,80 metri (alla base larga 1,50 metri e 60 centimetri alla sommità). L'ardua impresa va a buon fine e i sanvitesi ottengono i pascoli del Giau (la muraglia è ancora visibile in loco, così come numerose delle croci di confine, come ad esempio quelle ai piedi della Gusela del Nuvolau e dei Lastoi de Formin). Con la caduta di Venezia, San Vito andrà a far parte del Lombardo-Veneto.
Nel 1848, in occasione dei moti rivoluzionari del Cadore che portarono alla nascita di una nuova Repubblica veneta, guidata da Daniele Manin, si ebbe uno scontro fra i cadorini insorti, guidati da Pier Fortunato Calvi, e gli Austriaci. La scaramuccia volgerà a favore dei locali, ma la neonata Repubblica non sopravvisse a lungo. Nel 1866 San Vito entrerà a far parte del Regno d'Italia. Attraversò dunque gli anni difficili dell'occupazione austriaca durante la prima guerra mondiale, per poi crescere come località turistica già a partire dalla metà del Novecento.
Alcune frane e alluvioni di notevole entità influirono pesantemente sulla vita della comunità: nel 1730 la frana del Marcora su Chiapuzza, nel 1814 la frana dell'Antelao che travolse le frazioni di Taulen e Marceana (314 decessi stimati); nel 1882 e nel 1966 l'alluvione del Boite, il 5 agosto 2015 la frana dagli Impianti San Marco fino a San Vito di Cadore (3 morti).

### Simboli
Lo stemma del comune è stato concesso con regio decreto del 21 novembre 1940.
Il gonfalone, concesso con D.P.R. del 12 marzo 2004, è un drappo partito di bianco e di azzurro.

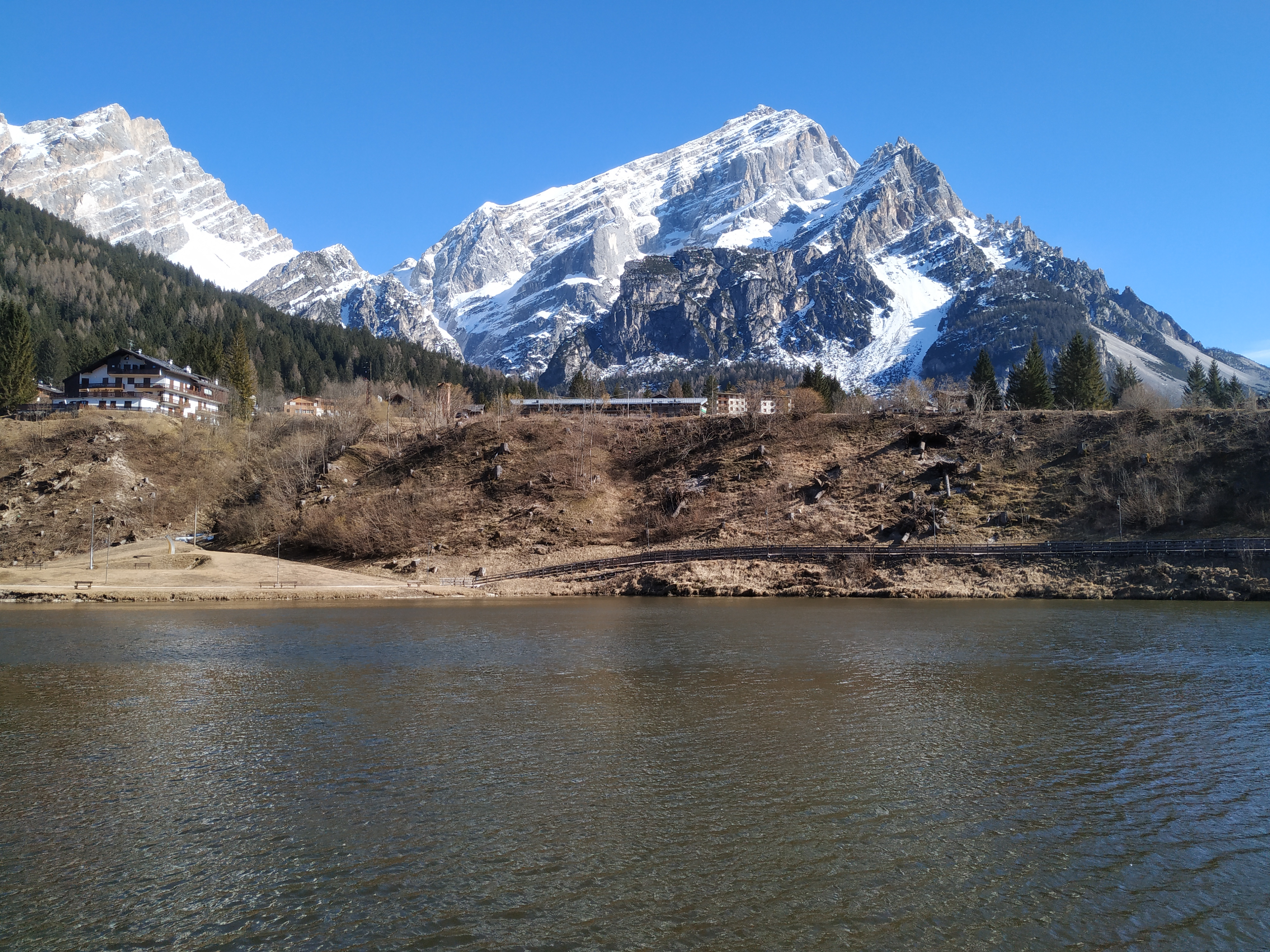
Lago di Mosigo con il monte Antelao sullo sfondo.

## Monumenti e luoghi d'interesse

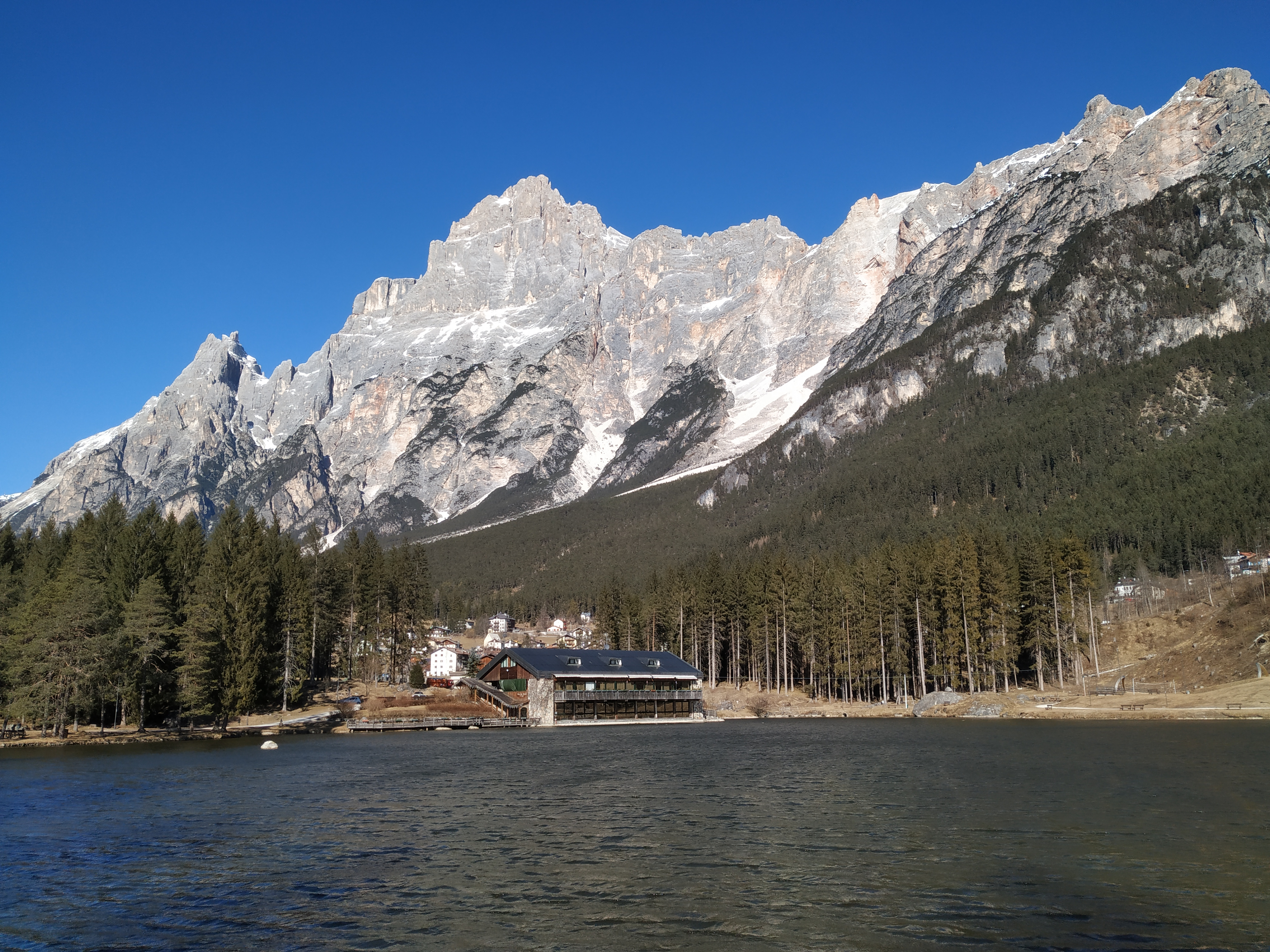
Lago di Mosigo con il Marcora sullo sfondo

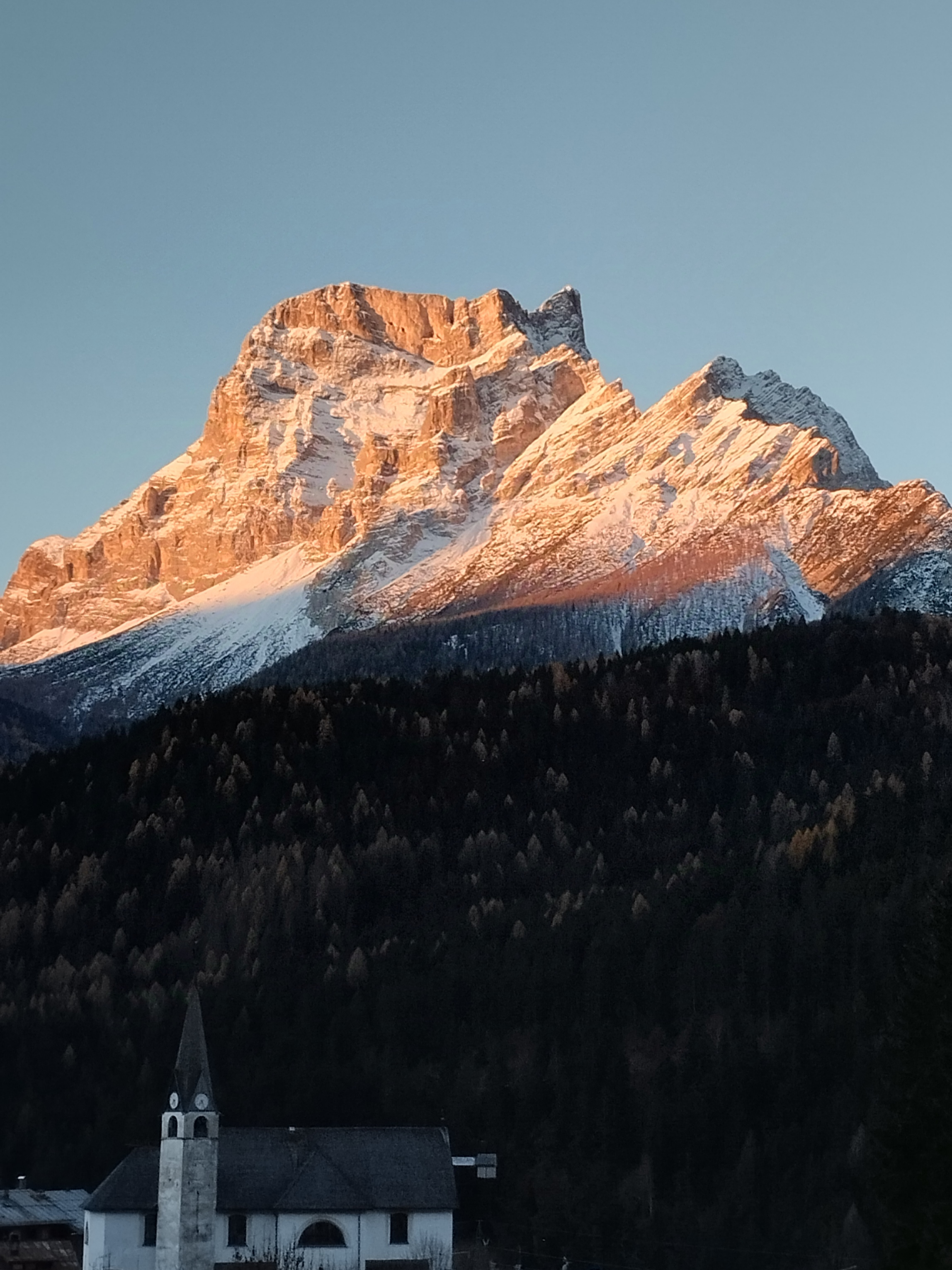
Il Pelmo

San Vito è particolarmente rinomata come località turistica grazie alle sue splendide montagne e alle attrattive invernali, ma cela anche elementi d'interesse storico-culturale.
Due caratteristiche chiese sorgono nel centro del paese: la pievanale e la chiesa Madonna della Difesa.
La pievanale risale al 1200, ma l'attuale edificio è il risultato della ricostruzione del 1760, su disegno di Schiavi. Dell'antica chiesa rimane un antico affresco di San Cristoforo. All'interno di particolare interesse è la pala d'altare di Francesco Vecellio, fratello del celeberrimo Tiziano, che raggiunge qui forse il culmine della sua produzione. Notevole anche una pala del Cinquecento rappresentante i Santi Ermagora e Fortunato. 

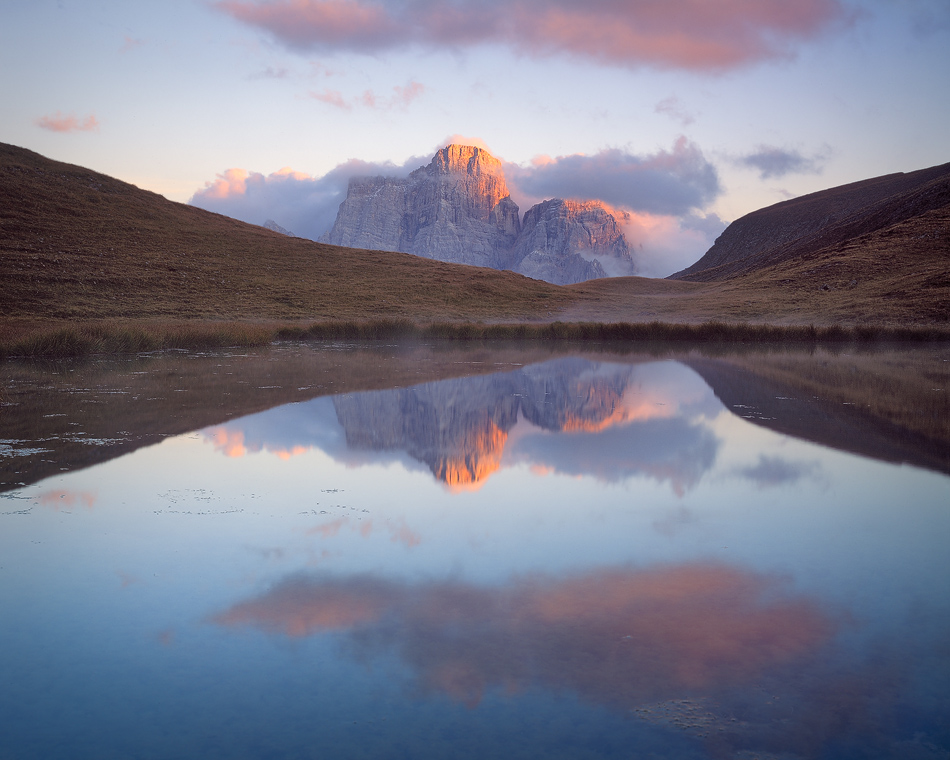
Il lago delle Baste

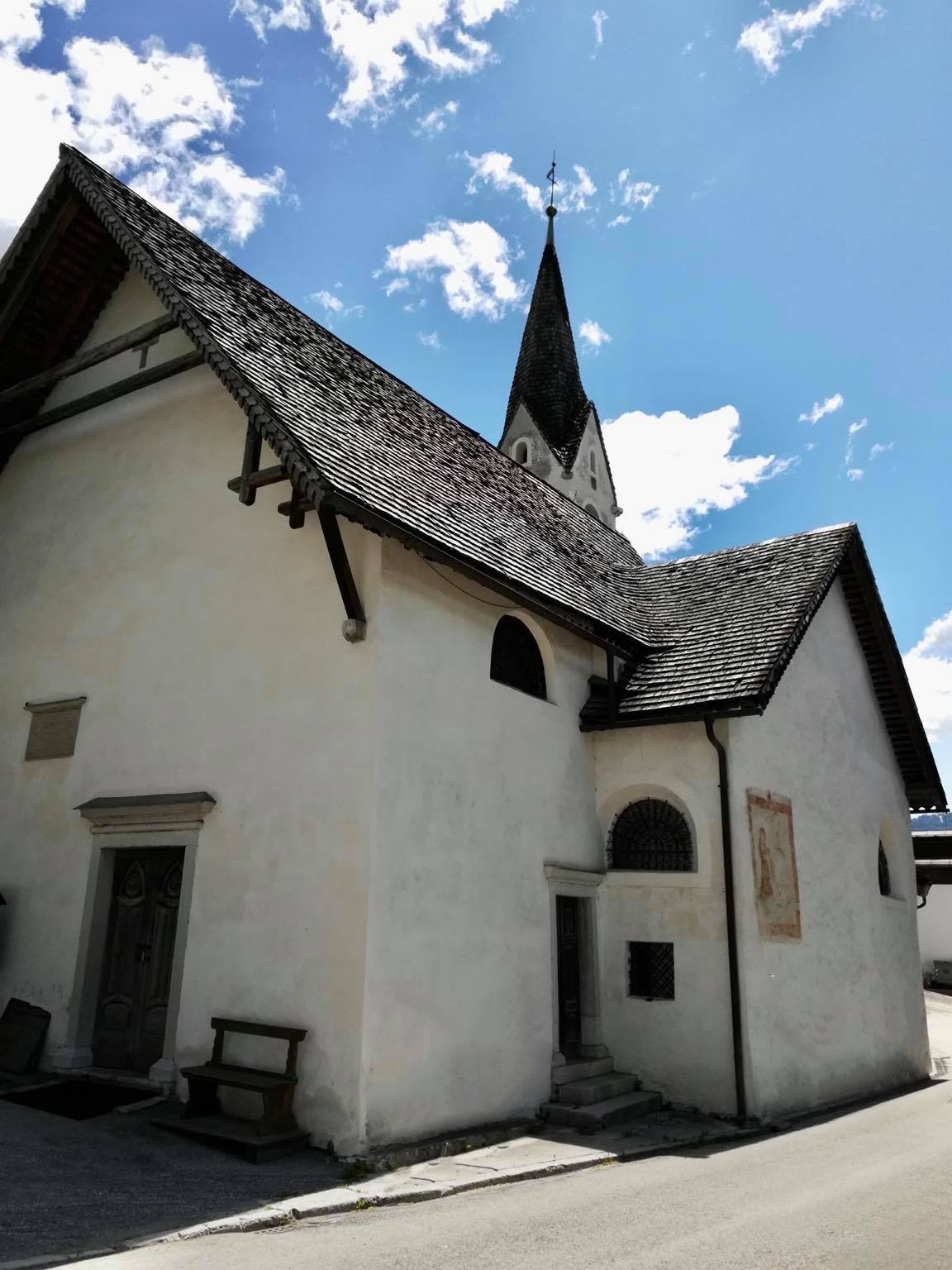
La chiesa della Madonna della Difesa

La chiesetta della Difesa (i cui lavori iniziarono prima del 1490, essendo menzionata in un inventario di quell'anno) racchiude invece un'abside tardo-gotica con un affresco che raffigura lo scontro fra le truppe patriarchine e le truppe di Sigismondo di Lussemburgo. Il fatto d'armi si svolse durante l'inverno del 1411 presso Cimabanche e, secondo la tradizione, l'invasione fu sventata per intercessione della Madonna della Difesa.
La pala d'altare è ancora una volta di Francesco Vecellio. Nel complesso comunque il piccolo edificio conserva notevoli produzioni artistiche.
Tra le chiesette frazionali ricordiamo quella di Chiapuzza per l'antico organo e quella di Serdes che conserva una pala di Jacopo Da Bassano.

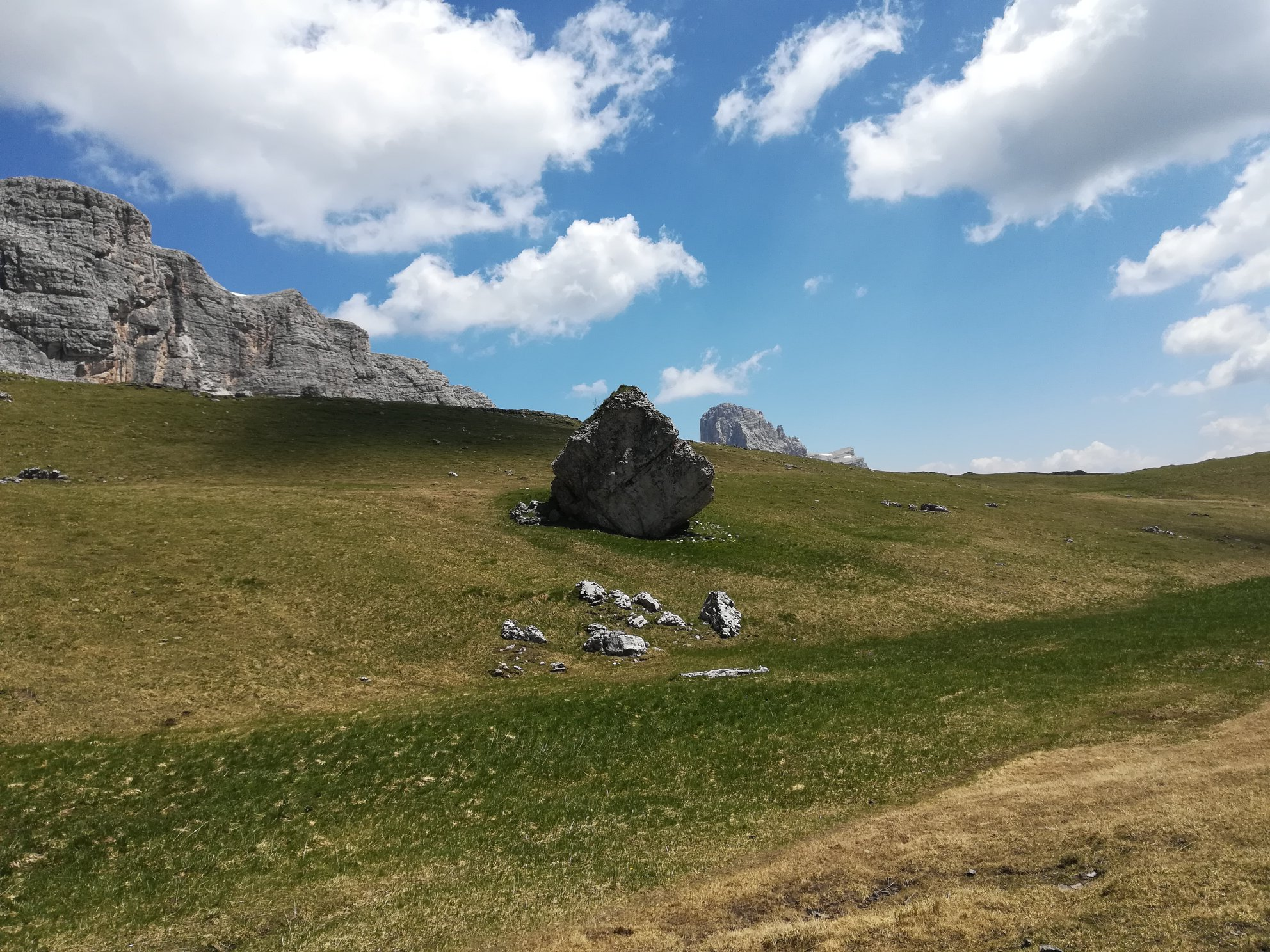
L'Alpe di Mondeval in val Fiorentina

L'alpe di Mondeval è importante per la presenza del sito archeologico di Mondeval de Sora, dove è stato ritrovato il  cosiddetto Uomo di Mondeval.

## Società

### Evoluzione demografica
Abitanti censiti

## Cultura

### Cucina
Un piatto peculiare di San Vito sono i casunziei ai rae ros, ossia dei ravioli ripieni alle rape rosse. Questo primo piatto è servito con della spersada (particolare tipologia di formaggio stagionato), dei semi di papavero e burro chiarificato fuso. È anche tipico un dolce per le grandi occasioni, i crafin, dolci fritti ripieni di semi di papavero, miele, cioccolato e rum. Altri piatti tipici includono polenta con selvaggina (capriolo, camoscio), formaggi locali, canederli (serviti in brodo oppure asciutti, accompagnati con patate lesse e cappucci), gnocchi di patate.

## Geografia antropica

### Frazioni

#### Costa
Situata appena sopra il centro di San Vito. Il Ruseco separa Costa dalla frazione di Jesa.

#### Chiapuzza (Ciapuža)
È l'ultima frazione di San Vito quando si percorre la Strada statale 51 di Alemagna in direzione Ampezzo. Situata alle pendici del Marcora, la frazione è stata interessata nei secoli da ripetute frane che ne hanno determinato la morfologia. La frazione presenta varie località, fra le quali si ricordano San Florean, Valesella, Mosigo, Ravinà. La chiesa di Chiapuzza è dedicata alla Madonna della Salute e fu completata nel 1734. Fu costruita in soli 4 anni dopo che una frana distrusse l'abitato di Chiapuzza. La chiesa precedente, sepolta dalla frana, era situata in prossimità dell'attuale campo sportivo. Un tempo in località San Floriano sorgeva anche la chiesetta omonima, di origini antichissime, andata distrutta durante la prima guerra mondiale.

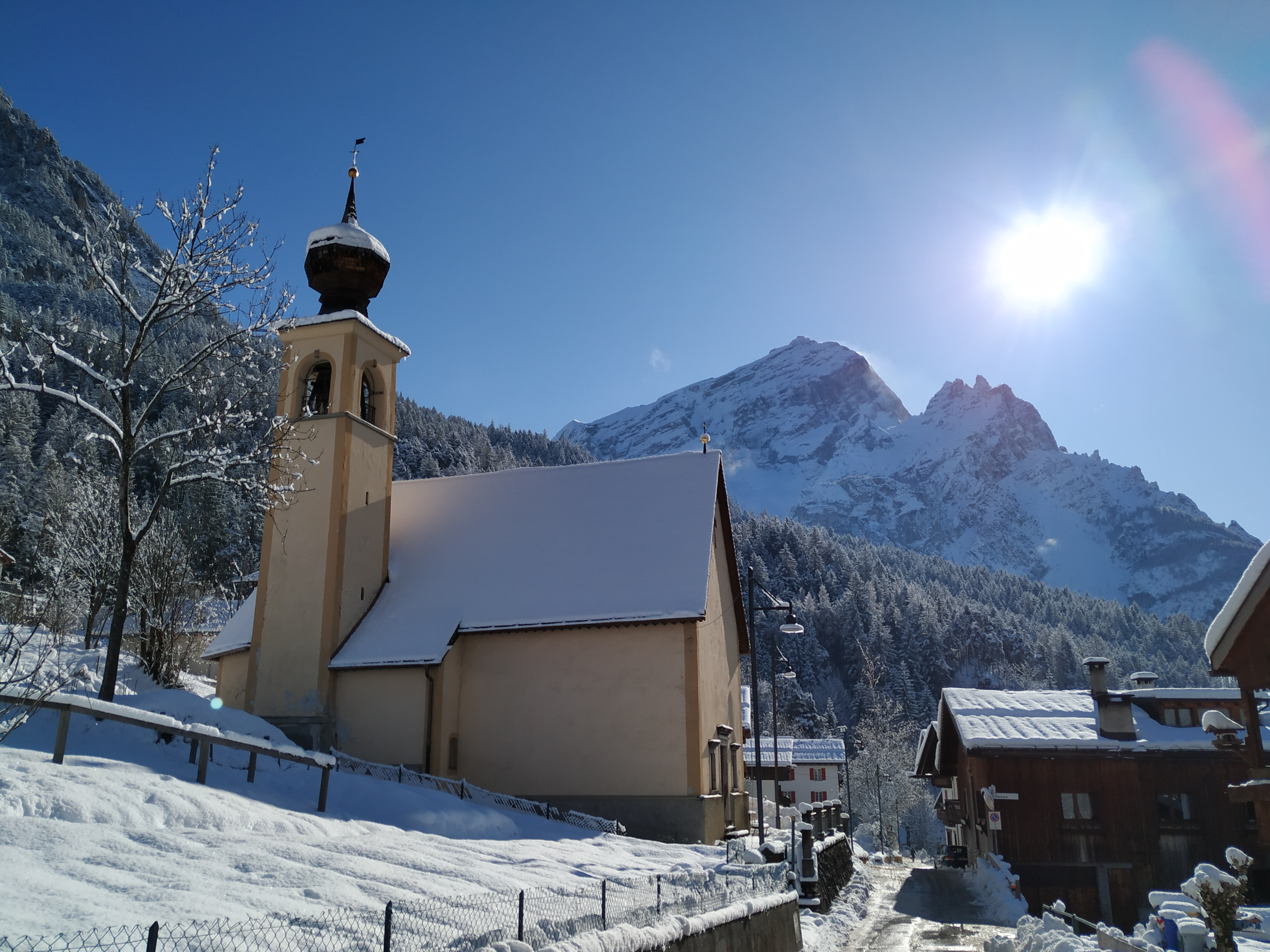
Chiesa della Madonna della Salute nella frazione di Chiapuzza

#### Resinego
All'ingresso del paese, provenendo da Borca, si incontra Resinego, suddivisa a sua volta in Resinego di Sopra, di Mezzo e di Sotto.

#### Serdes
Frazione situata sulla riva destra del Boite. È collegata alla frazione di Villanova di Borca di Cadore attraverso la strada di maržeana.

#### Jesa
Rappresenta il centro del paese. Salendo verso l'Antelao v'è l'abitato di Saco, oggi conosciuto come Belvedere.

## Infrastrutture e trasporti
Fra il 1921 e il 1964 erano attive le stazioni di Dogana Vecchia e San Vito di Cadore e le fermate di Chiapuzza e Hotel Dolomiti, poste lungo la ferrovia delle Dolomiti.

## Amministrazione

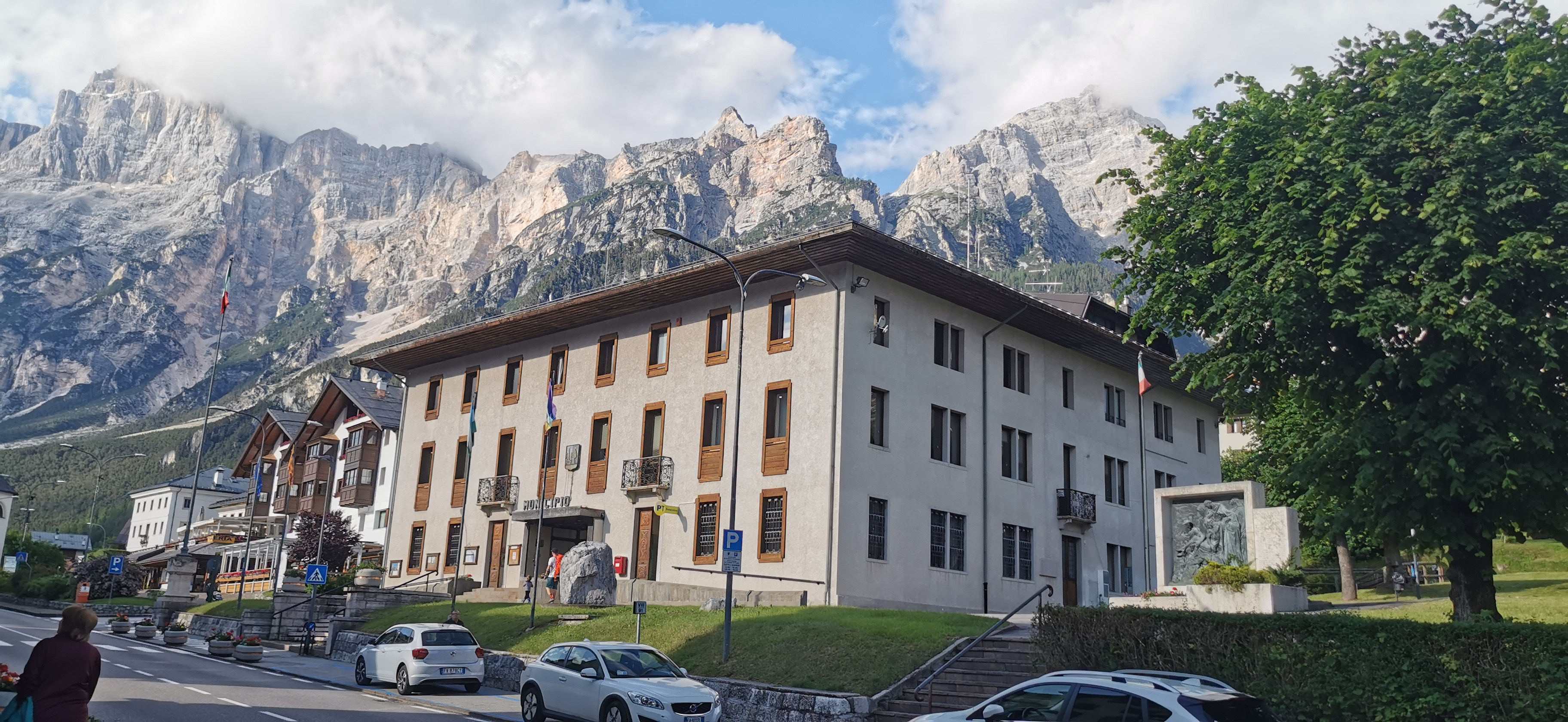
municipio

| Periodo           | Periodo           | Primo cittadino    | Partito      | Carica                  | Note   |
| ----------------- | ----------------- | ------------------ | ------------ | ----------------------- | ------ |
| 2 luglio 1985     | 21 marzo 1990     | Mario Pagan        | lista civica | sindaco                 | [ 12 ] |
| 18 giugno 1990    | 24 aprile 1995    | Vittore De Sandre  | lista civica | sindaco                 | [ 13 ] |
| 24 aprile 1995    | 14 giugno 1999    | Vittore De Sandre  | lista civica | sindaco                 | [ 14 ] |
| 14 giugno 1999    | 14 giugno 2004    | Vittore De Sandre  | lista civica | sindaco                 | [ 15 ] |
| 14 giugno 2004    | 8 giugno 2009     | Gianpietro De Vido | lista civica | sindaco                 | [ 15 ] |
| 8 giugno 2009     | 26 maggio 2014    | Andrea Fiori       | lista civica | sindaco                 | [ 16 ] |
| 28 maggio 2014    | 31 maggio 2015    | Nicola De Stefano  |              | Commissario prefettizio |        |
| 31 maggio 2015    | 22 settembre 2020 | Franco De Bon      | lista civica | sindaco                 |        |
| 22 settembre 2020 | 8 marzo 2023      | Emanuele Caruzzo   | lista civica | sindaco                 |        |
| 8 marzo 2023      | 10 giugno 2024    | Antonio Russo      |              | Commissario prefettizio |        |
| 10 giugno 2024    | in carica         | Franco De Bon      | lista civica | sindaco                 |        |

### Rifugi e malghe

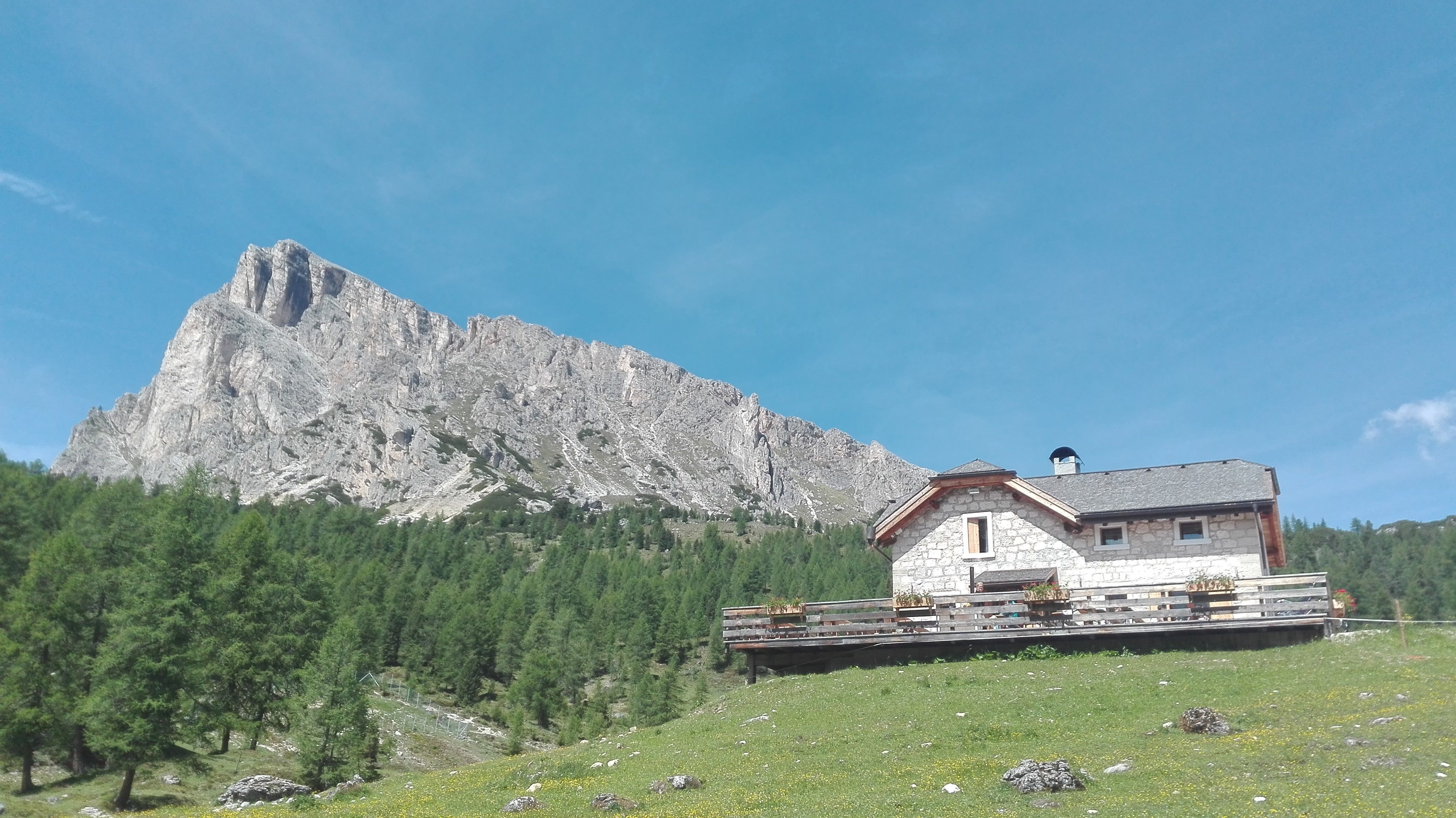
La malga Giau, presso l'omonimo passo

- Rifugio San Marco
- Rifugio Scotter-Palatini
- Rifugio Larin
- Rifugio Alpe di Senes
- Malga Giau

Monticate, ma senza punto ristoro:
- Malga Prendera
- Malga Fiorentina[17]

### Gemellaggi
- Alfonsine, dal 1988[senza fonte]

### Altre informazioni amministrative
La denominazione del comune fino al 1867 era San Vito.